# Presidente de Palaos
El Presidente de Palaos es el Jefe de Estado y el Jefe de Gobierno de Palaos, nación ubicada en el océano Pacífico. Fue instaurado en 1981 tras un referéndum que aprobó el establecimiento de una república, una Constitución y un gobierno propio dentro del Territorio en Fideicomiso de las Islas del Pacífico, administrado por Estados Unidos. 
Su primer presidente fue Haruo Remeliik quien gobernó hasta 1985, cuando fue asesinado. Lazarus Salii, tercer presidente del país, cometió el suicidio en 1988 tras un escándalo de corrupción. Hacia 1994 el país obtuvo la independencia de los Estados Unidos.
El cargo de presidente es elegido por votación popular cada cuatro años.

## Lista de presidentes de Palaos
| N.º | Incumbente                            | Período               | Período               | Elección   |
| N.º | Incumbente                            | Asumió                | Abandonó              | Elección   |
| --- | ------------------------------------- | --------------------- | --------------------- | ---------- |
| 1   | Haruo Remeliik                        | 2 de marzo de 1981    | 30 de junio de 1985   | 1980, 1984 |
|     | Thomas Remengesau, Sr. (en funciones) | 30 de junio de 1985   | 2 de julio de 1985    | -          |
| 2   | Alfonso Oiterong                      | 2 de julio de 1985    | 25 de octubre de 1985 | -          |
| 3   | Lazarus Salii                         | 25 de octubre de 1985 | 20 de agosto de 1988  | 1985       |
|     | Thomas Remengesau, Sr. (en funciones) | 20 de agosto de 1988  | 1 de enero de 1989    | -          |
| 4   | Ngiratkel Etpison                     | 1 de enero de 1989    | 1 de enero de 1993    | 1988       |
| 5   | Kuniwo Nakamura                       | 1 de enero de 1993    | 1 de enero de 2001    | 1992, 1996 |
| 6   | Thomas Remengesau, Jr.                | 1 de enero de 2001    | 15 de enero de 2009   | 2000, 2004 |
| 7   | Johnson Toribiong                     | 15 de enero de 2009   | 17 de enero de 2013   | 2008       |
| (6) | Thomas Remengesau, Jr.                | 17 de enero de 2013   | 21 de enero de 2021   | 2012, 2016 |
| 8   | Surangel Whipps Jr.                   | 21 de enero de 2021   | Presente              | 2020, 2024 |